# Карюэль, Теодор
Теодор Карюэль (фр. Théodore Caruel или итал. Teodoro Caruel, 27 июня 1830 — 4 декабря 1898) — итальянский ботаник франко-английского происхождения.

## Биография
Теодор Карюэль родился 27 июня 1830 года в Чанданнагаре, Французская Индия. Его отец был французом, а мать — англичанкой.
Ещё в малом возрасте он переехал со своей семьей во Флоренцию. Во Флоренции Карюэль учился в школе и в университете, где он посвятил себя вскоре изучению ботаники. Карюэль работал в Милане, Пизе, где он был куратором ботанического сада, но особенно во Флоренции, где он был директором Giardino dei Semplici с 1865 по 1895 год.
Теодор Карюэль умер 4 декабря 1898 года во Флоренции.

## Научная деятельность
Теодор Карюэль специализировался на семенных растениях. Он описал более 110 видов растений, многие из которых были описаны впервые.

## Научные работы
- Prodromo della Flora Toscana ossia Catalogo Metodico delle Piante, Pisa, 1860—1862.
- Florula di Montecristo, Milano, 1864.
- I Generi delle Ciperoidee Europee, Firenze, 1886.
- Illustratio in Hortum Siccum Andreae Caesalpini, Firenze, 1858.
- Statistica Botanica della Toscana ossia Saggio di Studi sulla Distribuzione Geografica delle Piante Toscane, Firenze, 1871.
- Epitome Florae Europae Terrarumque Affinium Sistens Plantas Europae, Barbariae, Asiae Occidentalis et Centralis et Sibiriae, 1892—1897.